# Last Pizza Slice
Last Pizza Slice, bolje poznati pod akronimom LPS, slovenski je band. Predstavljat će Sloveniju na Pjesmi Eurovizije 2022. s pjesmom Disko.

## Karijera
Band je formiran 2018. godine u Celju, u prostorijama glazbene učionice u Jezičnoj gimnaziji.

### 2022: Pjesma Eurovizije
Radiotelevizija Slovenija objavila je 26. studenog 2021. kako je LPS odabran među 24 izvođača koji će se natjecati za predstavljanje Slovenije na Pjesmi Eurovizije 2022. Band je osvojio treći duel na natjecanju te su nastavili u finale. Nakon što su pobijedili u finalu, dobivaju mogućnost predstavljanja Slovenije na Pjesmi Eurovizije 2022. u Torinu sa pjesmom Disko.

## Članovi banda
- Filip Vidušin – pjevač
- Gašper Hlupič – bubnjevi
- Mark Semeja – električna gitara
- Zala Velenšek – bass, tenor i alto saxophone
- Žiga Žvižej – električne klavijature